# Yes, Giorgio
Yes, Giorgio è un film musicale del 1982 diretto e sceneggiato da Franklin J. Schaffner. Il film è noto soprattutto perché segna la prima e unica prova d'attore di Luciano Pavarotti.

## Trama
Giorgio Fini è un cantante d'opera che perde la voce mentre si trova negli Stati Uniti e viene curato da Pamela Taylor, una specialista delle corde vocali di cui in breve tempo finisce per innamorarsi.